# خط سوم (آلبوم)
خط سوم یک آلبوم موسیقی اثر فرامرز اصلانی، ترانه‌سرا و خوانندهٔ ایرانی است که در ۱۵ اکتبر ۲۰۱۰ (برابر با ۲۳ مهر ۱۳۸۹) توسط شرکت بمآهنگ پروداکشنز در آمریکا منتشر شد و در داخل ایران هم از طریق کمپانی «پالاپال» پخش شده است. نام این آلبوم اشاره‌ای است به مفهوم عرفانی خط سوم در یکی از مقالات شمس تبریزی که می‌گوید «... آن خطاط سه گونه خط نوشتی: یکی او خواندی، لا غیر … یکی را هم او خواندی هم غیر او … یکی نه او خواندی نه غیر او. آن [خط سوم] منم که سخن گویم. نه من دانم، نه غیر من.»
یک شعر این آلبوم از شیخ بهایی است. در این آلبوم دو دختر اصلانی نیز با وی همخوانی کرده‌اند.
ترانه‌های آلبوم «خط سوم» حال و هوای متفاوتی دارند، بعضی‌ها پرشور و تند هستند و بعضی‌ها آرام؛ در عین حال قطعات آلبوم به‌هم پیوسته هستند. به گفته اصلانی، «کلام در درجهٔ اول اهمیت قرار داشته و بعد، موسیقی مثل قابی آن را دربرگرفته است.» ترانهٔ «پرستوها» را در لباس جدید با ریتمی تند دوباره اجرا شده است.
در قطعهٔ «صدایم کن» راما مراواتی گیتار زده است. استیو مک‌کرام در تنظیم آهنگ این آلبوم همکاری کرد و کارهای زهی را انجام‌داد و در آهنگ «غریبه درشهر» نیز ساکسیفون زده است. به گفته اصلانی، بیش‌تر تنظیم‌ها از اصلانی است و مک کرام در رابطه با ادوات الکترونیک و موسیقی به وی کمک می‌کرد. «برای این که آن چیزی که در ذهن من بود، از بابت ساخت و پرداخت آهنگ‌ها که همان تنظیم باشد، باید یکنفری می‌بود که می‌دانست من کارم چه جوری هست و خوشبختانه استیو مک کرام کار من را می‌شناسد و می‌داند که من چه می‌خواهم و چه دوست دارم.»
اصلانی بلافاصله پس از انتشار این آلبوم دو کنسرت به مناسبت انتشار آن اجرا کرد که یکی در دانشگاه مریلند و دیگری در دانشگاه راتگرز در شرق آمریکا در دو شب پیاپی (۱۵ و ۱۶ اکتبر) اجرا شد.

## فهرست آهنگ‌ها
| نام ترانه    | ترانه‌سرا              | آهنگساز       | تنظیم         |
| ------------ | --------------------- | ------------- | ------------- |
| خط سوم       | فرامرز اصلانی         | فرامرز اصلانی | استیو مک‌کرام  |
| صدایم کن     | فرامرز اصلانی         | فرامرز اصلانی | فرامرز اصلانی |
| تا کی        | شیخ بهایی             | فرامرز اصلانی | فرامرز اصلانی |
| قدیم         | فرامرز اصلانی         | فرامرز اصلانی | استیو مک‌کرام  |
| غریبه در شهر | فرامرز اصلانی         | فرامرز اصلانی | استیو مک‌کرام  |
| بنمای رخ     | مولانا جلال‌الدین رومی | فرامرز اصلانی | فرامرز اصلانی |
| پرستو        | فرامرز اصلانی         | فرامرز اصلانی | فرامرز اصلانی |
| خسته         | فرامرز اصلانی         | فرامرز اصلانی | فرامرز اصلانی |